# Кеніантроп

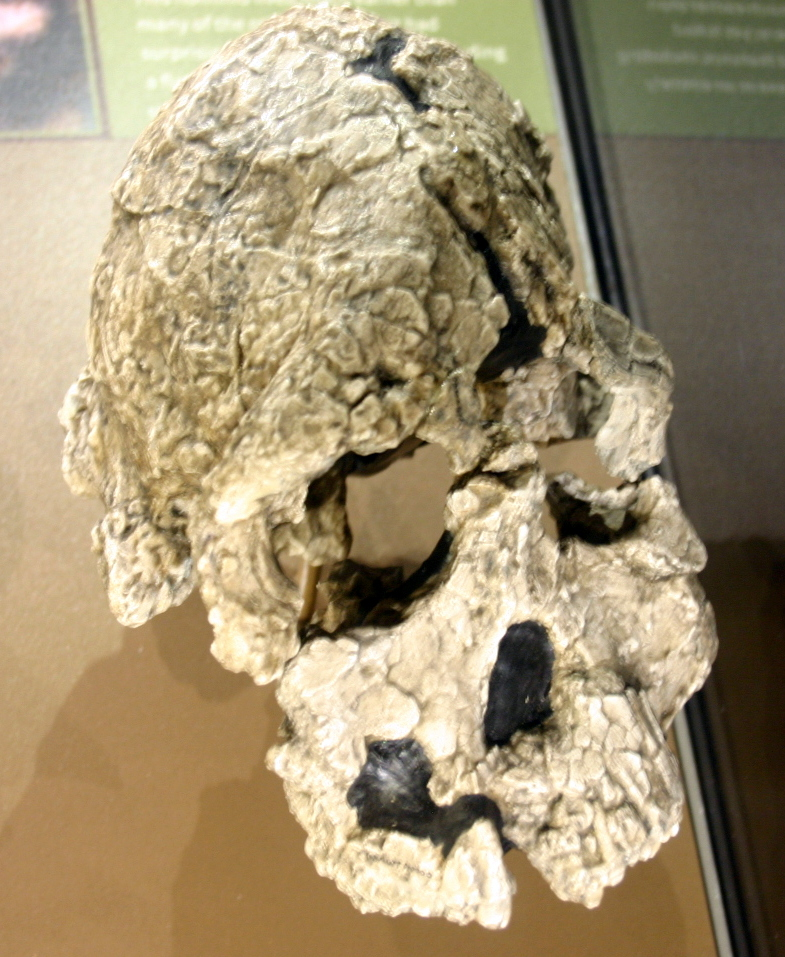
Kenyanthropus platyops

Кеніантроп (Kenyanthropus) — стародавній рід гомінідів, що жив в пліоцені близько 3,2—3,5 млн років тому.

## Відкриття
Рештки кеніантропів були виявлені групою Мів Лікі на березі озера Туркана (колишнє Рудольф) в 1999 р. На думку першовідкривачів, не австралопітеки, а саме Кеніантроп, є прямим предком людей. У перекладі з латині Kenyanthropus platyops означає «плосколиця кенійська людина». Крім цього виду Лікі відносить до роду Kenyanthropus ще й вид H. rudolfensis.